# Curcani
Curcani é uma comuna romena localizada no distrito de Călăraşi, na região de Muntênia. A comuna possui uma área de 55.20 km² e sua população era de 5244 habitantes segundo o censo de 2007.